# エノク書
『エノク書』（エノクしょ　ゲエズ語（古代エチオピア語）:መጽሐፈ ሄኖ，ヘブライ語: ספר חנוך א' ）または『第一エノク書』は、紀元前1 - 2世紀頃成立と推定されるエチオピア正教会における旧約聖書の1つ。エノクの啓示という形をとる黙示である。多くの文書の集成であり、天界や地獄、最後の審判、ノアの大洪水についての予言などが語られており、天使、堕天使、悪魔の記述が多い。
『第一エノク書』は元々アラム語か、またはヘブル語で書かれていたらしい。アラム語の断片が死海文書の中に見出される。現在エチオピア語訳が現存しているが、19世紀にエジプトにおいて、ギリシア語でかかれた『エノク書』の断片が発掘された。しかし、スラブ語訳・エチオピア語訳共に、原本の通りに訳されたわけではなく、様々な記述が加えられている。
書かれた当初は広く読まれたらしく、教父達の評価も高かった。初期のキリスト教の一部やエチオピア正教では『エノク書』は聖書の一部とされる。 他では偽典とされるが、七大天使などでエノク書にしか現れない天使名が使われており、キリスト教初期には広く知られていた。
『ユダの手紙』1章14-15節は『エノク書』60章8節と1章9節を引用している。しかし、『エノク書』1章8-10節は『申命記』33章2-3節のミドラーシュだと認識されている。